# Jaroslav Bureš
Jaroslav Bureš (ur. 8 maja 1954 w m. Mimoň) – czeski prawnik, sędzia, w latach 2001–2002 minister sprawiedliwości, od 2004 do 2005 minister bez teki i przewodniczący Rady Legislacyjnej.

## Życiorys
Ukończył studia prawnicze na Uniwersytecie Karola. Otrzymał nominację sędziowską, orzekając w sądach w Pradze. W latach 1986–1989 należał do Komunistycznej Partii Czechosłowacji, potem pozostał bezpartyjny. W latach 1991–1992 orzekał w czeskim Sądzie Najwyższym, następnie pracował w sądzie apelacyjnym w Pradze. W 1995 przeszedł do Sądu Najwyższego, a w 2000 otrzymał nominację na prezesa praskiego sądu apelacyjnego. W pracy zawodowej zajmował się postępowaniem cywilnym, egzekucyjnym, upadłościowym i układowym, współtworzył komentarze do przepisów regulujących postępowanie cywilne.
Od lutego 2001 do lipca 2002 sprawował urząd ministra sprawiedliwości w rządzie Miloša Zemana. Pozostał następnie w administracji rządowej jako zastępca przewodniczącego Rady Legislacyjnej. W styczniu 2003 był kandydatem Czeskiej Partii Socjaldemokratycznej na urząd prezydenta, nie został jednak wybrany przez parlament. W sierpniu 2004 dołączył do gabinetu Stanislava Grossa jako minister bez teki oraz przewodniczący Rady Legislacyjnej, stanowiska te zajmował do kwietnia 2005.
Powrócił następnie do wykonywania zawodu sędziego. W latach 2013–2020 ponownie kierował sądem apelacyjnym w Pradze.